# Ljubičevac (miasto Kragujevac)
Ljubičevac (cyr. Љубичевац) – wieś w Serbii, w okręgu szumadijskim, w mieście Kragujevac. W 2011 roku liczyła 44 mieszkańców.